# Ijime, Dame, Zettai
«Ijime, Dame, Zettai»  (イジメ、ダメ、ゼッタイ?, lit. Bullying, No Good, Absolutely, titulado oficialmente en inglés como "No More, Bullying, Forever")  es el cuarto sencillo grabado por la banda de heavy metal japonés Babymetal de su primer álbum Babymetal siendo lanzado el 9 de enero de 2013.

## Prelanzamiento
La canción fue estrenada en un concierto de Sakura Gakuin en julio de 2011 y un mes más tarde actuó en el Festival de ídolos de Tokio. De acuerdo con Blabbermouth.net «Se creó rápidamente un zumbido debido a su mezcla de speed metal melódico, letras sensacionales en torno al tema de "Ijime" y la actuación de la banda, que incorpora el "muro de la muerte"».

## Lista de canciones
| CD  |                                         |          |  |
| N.º | Título                                  | Duración |  |
| 1.  | «Ijime, Dame, Zettai»                   | 6:06     |  |
| 2.  | «Catch Me If You Can»                   | 3:57     |  |
| 3.  | «Ijime, Dame, Zettai» (Air Vocal Ver.)) | 6:06     |  |
| 4.  | «Catch Me If You Can»                   | 3:57     |  |

## Posicionamiento en lista
| Lista (2013)                      | Posiciones |
| --------------------------------- | ---------- |
| Oricon Daily Singles Chart        | 5          |
| Oricon Weekly Singles Chart       | 6          |
| Billboard Japan Hot 100           | 14         |
| Billboard Japan Hot Top Airplay   | 46         |
| Billboard Japan Hot Singles Sales | 5          |